# Pleocoma dubitalis
Pleocoma dubitalis är en skalbaggsart som beskrevs av Davis 1935. Pleocoma dubitalis ingår i släktet Pleocoma och familjen Pleocomidae. Utöver nominatformen finns också underarten P. d. leachi.